# تصفیه و تأمین آب در تهران
نخستین قانون برای تآمین آب تهران، ماده واحده‌ای بود که در دوم مهر ۱۳۰۶ از تصویب مجلس شورای ملی گذشت و مبلغ ۱۲۵ هزار تومان در اختیار دولت می‌گذاشت تا بخشی از آن را صرف آوردن آب از رودخانه‌های خارج از شهر به تهران و بخشی دیگر را هزینه تأدیه بهای املاکی کند که در جریان تعریض خیابانها تخریب شده بودند. در تازه‌ترین ارزیابی در ۲۵ تیر ۱۴۰۴ از وضعیت منابع آبی استان تهران نشان می‌دهد که حجم فعلی آب ذخیره‌شده در سدهای تهران به حدود ۱۴ درصد ظرفیت مخازن رسیده است.

## آب‌های سطحی شهر تهران
1. دریاچهٔ پارک ارم
2. دریاچهٔ ورزشگاه آزادی
3. رودخانه تجریش
4. رودخانه دارآباد
5. رودخانه درکه
6. رودخانه حصارک (جماران)
7. رودخانه حصارک (کن)
8. رودخانه سرخهحصار
9. رودخانه سوهانک
10. رودخانه فرحزاد
11. رودخانه کن
12. رودخانه گلابدره
13. رودخانه وردیج
14. رودخانه ولنجک
15. مسیل ابراهیم‌آباد
16. مسیل باختر
17. مسیل عبدلآباد